# Happening
Happening (în engleză: întâmplare, fapt, eveniment în desfășurare) este o mișcare artistică în care produsul este caracterizat printr-o improvizație în direct contact cu publicul, bazată pe interferența între mai multe forme de artă (spațiale și temporale - teatru, plastică, muzică, film, fotografie etc.), având ca scop anularea distanței dintre realitatea și creația artistică. Din zona artistică se păstrează o serie de trăsături, cum ar fi convenționalitatea, gratuitatea, tendința spre semnificație, iar de la realitate se împrumută accidentalul, posibilitatea controlului asupra evenimentului, spontaneitatea comportamentului și dimensiunea banalității. Termenul își are originea în experimentele lui Allan Kaprow la Douglas College (1958 și 1959) și în acțiunea grupului de avangardă din jurul lui Kaprow (Claes Oldenburg, Jim Dine, Red Grooms, Robert Whithman, Al. Hansen) care, în 1959, prezintă la Reuben Gallery din New York "18 happenings în 6 părți". Se consideră totuși că primul "happening" a avut loc în 1952 la Black Mountain College cu reprezentarea piesei "Theater Piece No. 1" a lui John Cage, care fusese profesorul lui Kaprow.
Mișcarea, care a cunoscut o rapidă audiție și dezvoltare în Statele Unite și Europa, comunică cu o serie întreagă de tendințe europene mai vechi, al căror punct de convergență este persiflarea unui sistem de prejudecăți generate de filosofia pragmatică și exclusivist raționalistă. Artiștii care au inaugurat la New York happening-ul au avut strânse legături cu Pop art și cu hiperrealismul. Vizând să abolească granița dintre public și artist, într-o participare vag controlată, prin impunerea unei atmosfere particulare, prin sugerarea unei idei inițiale și printr-o serie de interdicții de comportament (deci în absența unui scenariu și și a unor indicații de regie), utilizând o recuzită în care se întâlnesc obiecte de artă autentice, dar și obiecte de uz curent, deșeuri și alte materiale derizorii, desfășurându-se în spații voit "neculturale" (locuri de parcare, holuri de instituții, piețe, parcuri etc.), happening-ul rămâne, de fapt, o artă practică și consumată în grup restrâns, cu un grad mare de sofisticare. Nu există un public, ci o serie de publicuri stratificate, cu cerințe, capacitate de recepție și pregătire culturală extrem de diferite.

## Răspândirea în Europa
Transportat în Europa prin câteva acțiuni de grup, happening-ul a făcut imediat carieră. În 1960, Jean-Jacques Lebel prezintă la Veneția "L'enterrement de la Chose", primul happening european. El publică un esseu critic asupra mișcării și produce cca. șaptezeci de happenings, performanțe și acțiuni, în mai multe continente, paralel cu activitățile lui picturale, poetice și politice.
În Germania, (Nam June Paik, Bazon Brock, Wolf Vostell, Dick Higgins) Joseph Beuys aderă la mișcare și, împreună cu Kaprow, realizează la Düsseldorf și în alte centre europene o serie de happenings. Exopziția "Documenta" din Kassel (1972) dedică happening-ului un întreg compartiment.
În Marea Britanie, primele happenings au fost organizate la Liverpool de Adrian Henri, dar evenimentul cel mai important l-a constituit "Incarnation of Poetry", realizat la 11 iunie 1965 în Albert Hall din Londra, cu o audiență de peste șapte mii de persoane. Remarcabile au fost happening-urile lui Jeff Nuttal, realizate în parte în colaborare cu Bob Cobbing.
În Belgia, primele happenings au avut loc în anii 1965-1968, la Antwerpen, Bruxelles și Ostende, organizate de artiști ca Hugo Heyman și Panamarenko. În Olanda, mișcarea anarhistă "Provo" a realizat happening-uri în anii 1966-1968 în jurul statuii "Het Lieverdje" din piața Spui, în centrul Amsterdamului. Adesea a fost necesară intervenția poliției pentru a potoli protestele publicului.
Ca și Action painting, și istoria happening-ului a înregistrat și cazuri limită, când "actul creator" se confundă cu autodistrugerea (sinuciderea lui Rudolf Schwartzkogler). 
Fluxus, Performance Art, Body Art, Comportment Art, Contestation Art sunt câteva dintre mișcările derivate din happening și care urmăresc același program teoretic, transferul valorii estetice de la obiectul de artă la actul artistic, împingerea confuziei cu realitatea până la limita extremă. Ca orice modalitate artistică, dincolo de semnificațțile implicite ale opțiunii pentru acest tip de expresie, și happening-ul poate acoperi sensuri diverse, putând urmări - cum se întâmplă cu sugestiile artiștilor români Mihai Olos și Ana Lupaș - o întâlnire dintre modernitate în expresie și fondul unor tradiții, mitul dezvoltându-se în cotidian.